# Сьрудбоже (Цехановський повіт)
Сьрудбоже (пол. Śródborze) — село в Польщі, у гміні Гліноєцьк Цехановського повіту Мазовецького воєводства.
Населення — 236 осіб (2011).
У 1975-1998 роках село належало до Цехановського воєводства.

## Демографія
Демографічна структура станом на 31 березня 2011 року:
|          | Загалом | Допрацездатний вік | Працездатний вік | Постпрацездатний вік |
| -------- | ------- | ------------------ | ---------------- | -------------------- |
| Чоловіки | 118     | 31                 | 71               | 16                   |
| Жінки    | 118     | 31                 | 59               | 28                   |
| Разом    | 236     | 62                 | 130              | 44                   |